# Schwerspatgrube Anna
Die Grube Anna ist ein früheres Kleinbergwerk im südhessischen Dreieich-Götzenhain, in dem von 1921 bis 1928 Schwerspat abgebaut wurde. Ab 2002 wurde der zugeschüttete Schacht wieder ausgegraben. Am Grubeneingang erinnert eine Informationstafel an das Bergwerk.

## Lage
Das ehemalige Abbaufeld der Grube Anna liegt östlich der bis 1977 selbständigen Gemeinde Götzenhain. Am Rande eines Ackers in der Feldflur Im Höchsten in Höhe der Einmündung Obere Straße zur Straße Am Kirchborn befindet sich der Eingangsschacht.

## Geschichte

### Vorgeschichte
Als Mitte des 19. Jahrhunderts in Klein-Umstädter Schwerspatbergwerken der Abbau durch eindringendes Wasser unrentabel wurde, begann der Geologe Rudolph Ludwig (1812–1880) die Region nach neuen Vorkommen abzusuchen. Unklar ist, ob er im Auftrag des Betreibers von Klein-Umstädter Bergwerken, Karl Heck aus Mainz, oder des Landgrafen Darmstadt auf die Suche ging. 1858 konnte er in der Götzenhainer Gemarkung Schwerspat nachweisen, den er in der Feldflur Im Höchsten fand.
Schwerspat wurde zu dieser Zeit zur Herstellung von weißer Farbe sowie als Zusatzmittel in der Töpferei und bei der Papierherstellung benötigt. Der Frankfurter Friedrich Reiff begann am 1. Juli 1866 mit dem Untertageabbau, der in einer kleinen namenlosen Grube mit einem einzelnen Schacht betrieben wurde, von dem ein Stollen von wahrscheinlich 60 Meter Länge abging. Angaben über Fördermengen oder die Zahl der Beschäftigten sind nicht überliefert, beide müssen gering gewesen sein. Der geförderte Schwerspat wurde mit Pferdefuhrwerken zum Mühlhäuser Hammer, einer Gesteinsmühle in Breuberg, befördert, dort gemahlen und in die Niederlande verkauft. Im Laufe des Jahres 1872 wurde der Betrieb der Grube eingestellt. In Landkarten des späten 19. Jahrhunderts wurde die aufgelassene Grube als „Alter Schacht“ bezeichnet.

### Grube Anna
Nach dem Ersten Weltkrieg übernahm der Frankfurter Steinbruchunternehmer Paul Graf eine neue Fundstelle, die etwa 250 Meter vom „Alten Schacht“ entfernt lag, und begann mit der Teufung eines Schachtes. Eine Verbindung zwischen dieser Grube und dem „Alten Schacht“ bestand nicht. Namensgeberin für den als „Grube Anna“ bezeichneten Abbaubetrieb war die Tochter und spätere Erbin des Grundbesitzers Heinrich Müller VIII. Am 1. März 1921 stellte das Hessische Kreisamt in Offenbach dem Sprengmeister des Betreibers einen Sprengstofferlaubnisschein aus. Das Datum gilt als Beginn des Abbaus. Bereits im April 1922 stellte Paul Graf den Betrieb schon wieder ein, da die Nachfrage nach Schwerspat zurückgegangen war.
Mitte der 1920er Jahre übernahm der Unternehmer Ferdinand Seithe aus Hamm in Westfalen, damals wohnhaft in Bad Kissingen, den Betrieb. Überliefert ist während seiner Inhaberschaft die Beschäftigung von fünf Bergleuten. Aus dieser Zeit liegen erstmals auch Angaben zu einem Abnehmer des Schwerspats vor: Käufer war die Offenbacher Firma Stöhr, die das Gestein mit seinem hohen spezifischen Gewicht als Gegengewicht für Aufzüge verwendete. Bei der Produktion anderer Maschinen wurden die Steine als Kettenspanner genutzt. Nachdem Stöhr gegen 1927 den Schwerspat nicht mehr abnahm, musste der Betrieb schließen. Im folgenden Jahr sicherte die Gemeinde Götzenhain den Schacht und legte die Grube still.
Mit dem „Gesetz vom 8. Oktober 1927 über die Aufsuchung und Gewinnung von Schwerspat“ durfte jeder Schwerspat suchen und schürfen; Vorrechte hatte jedoch der bisherige Besitzer. Aufgrund dieses Gesetzes interessierte sich die Schwerspatindustrie für die Grube, die 1928 von den Rheinischen Fluss- und Schwerspatwerken aus Ludwigshafen am Rhein übernommen wurde. Nach Gründung der „Bergwerksgewerkschaft Götzenhain“ am 2. Dezember 1930 folgte jedoch keine weitere Aktivität des Unternehmens mehr in Götzenhain.
Bereits seit den 1960er Jahren wurde der offene Schacht verfüllt und mit Unrat sowie Bauschutt zugeschüttet. 1978 planierte die im Jahr vorher gegründete Stadt Dreieich das Gelände. 1990 erloschen die Bergwerksrechte, da sie nicht mehr verlängert wurden, 1997 kaufte die Stadt Dreieich als Nachfolgerin der Gemeinde Götzenhain die Grube. Unter Leitung des neu gegründeten Vereins „IG Bergbau“ wurde der Schacht in Zusammenarbeit mit der Stadt ab 2002 wieder freigelegt, bis 2003 bis zum Grund ausgegraben und erstmals vermessen. Demnach ist der Schacht 13 Meter tief, in 10 Metern Tiefe ist ein ebenfalls 13 Meter langer Stollen komplett ausgegraben. Heute ist der Schacht verschlossen und für die Öffentlichkeit nicht zugänglich. Am Eingang hat der Verein, der die Grube instand hält, eine Informationstafel aufgestellt.